# Ýaşlyk
Ýaşlyk (en rus: Яшлык) és un assentament de tipus urbà, a la província d'Ahal, al Turkmenistan. El canal principal del Turkmenistan (anteriorment anomenat el canal V.I. Lenin Karakum) passa pel costat d'aquesta localitat.
Aquesta es troba a uns 40 km de distància de la capital del país, Aşgabat, i té una població de 8.172 habitants, 4.212 homes i 3.960 dones, segons el cens del 2022.

## Transport
El tren que realitza la línia Turkmenbashi - Mary - Türkmenabat, fa una parada a Ýaşlyk, després de parar a Aşgabat.
Per la localitat també hi passa l'autopista M37, la qual travessa el país. Aquesta és part de l'E60 i l'AH-5.

## Economia
El 2004 es va inaugurar una planta de NowaEco, una fàbrica per a la producció ecològica de paper. El 2023 l'empresa va produir 230 mil tones de productes a partir de 290 mil tones de residus. L'empresa va donar lloc a 500 llocs de treball a la província d'Ahal.

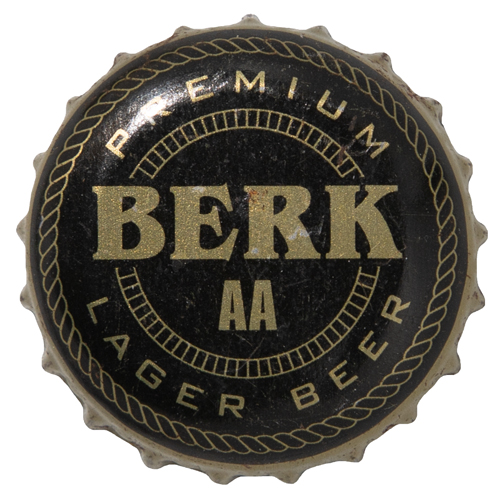
Tap corona de cervesa Berk

A la localitat també hi ha la cerveseria Berk.